# Гуйлінь-Ціфенлін
Аеропорт Гуйлінь-Цифенлін (IATA: KWL, ICAO: ZGKL) — військовий аеропорт у Гуйліні, Гуансі (Китай). Побудований у 1942 році аеропорт спочатку обслуговував усі комерційні перевезення до Гуйліня. Він був погано обладнаний, щоб впоратися зі швидким зростанням туризму до міста в 1990-х роках. У результаті в 1996 році було відкрито міжнародний аеропорт Гуйлінь-Лянцзян, і всі комерційні рейси були перенесені в нього, а Цифелін зараз є військовим летовищем.